# Humani papiloma-virus
Humani papilloma-virus (engl. human papillomavirus, HPV) uzročnik je najčešće spolno prenosive bolesti koja pogađa i žene i muškarce. Procjenjuje se da će se oko 50 % seksualno aktivnih ljudi zaraziti nekom vrstom ovog virusa tijekom svog života. Znanstvenici su utvrdili više od 100 tipova HPV-a, od čega je većina bezopasna za zdravlje, no postoji nekoliko vrsta koje uzrokuju stanične promjene i rak. Cjepiva protiv zaraze HPV-om primjenjuju se kod mlađih ljudi i značajno umanjuju rizike od razvoja zaraze.

## Prijenos
HPV se najčešće prenosi spolnim odnosom, no i direktnim kontaktom sa zaraženom kožom i sluznicom. Postoje slučajevi u kojima je zabilježena infekcija sluznice dišnog sustava i očiju, no najveće i najčešće zaraženo područje je upravo genitalno područje.
HPV se može prenijeti unatoč upotrebi prezervativa kao zaštite kod muškaraca, a infekcija se u obliku genitalnih bradavica (kondiloma) obično pojavljuju oko korijena penisa.
Tvrdnju da se HPV ne prenosi isključivo penetracijom dokazuje činjenica da je pronađen i kod nekih djevojaka koje su još djevice. Također su zabilježeni i slučajevi kod kojih su promjene uzrokovane ovim virusom vidljive u usnoj šupljini, što znači da se HPV prenosi i oralno-genitalnim odnosom.

## Manifestacija
Tipovi 16, 18, 31 i 33 dokazano uzrokuju maligne promjene na vratu maternice, zbog čega su i najopasniji. Ovi tipovi HPV-a uz maligne promjene mogu prouzročiti i izrasline, odnosno kondilome koji najčešće rastu u grozdovima, unutar rodnice i oko anusa. 
Kod muškaraca se kondilomi najčešće manifestiraju na tijelu penisa, na prepuciju ili oko anusa. A mogu se pojaviti i u rektumu ili u ustima. 
Ako trudnica ima kondilome postoji opasnost da HPV infekciju tijekom porođaja prenese djetetu. 

## Dijagnoza
Da bi se dokazalo postojanje HPV virusa potrebno je obaviti urološki ili ginekološki pregled, kao i primjenu pregleda molekularne biologije (ako je potrebno). Muškarcima se za dokazivanje HPV-a uzima bris mokraćne cijevi, dok se kod žena uzima bris vrata maternice i radi se posebna pretraga na prisutnost HPV-a.
Svakako, potrebno je i uraditi PAPA test koji pokazuje eventualne promjene u stanicama, te eventualno kolposkopiju.
Nalaz PAPA testa danas se označava kraticom CIN (cervikalna intraepitalna neoplazija), a postoje 3 stupnja, ovisno o jačini promjena u maternici:
- CIN1 predstavlja blagu displaziju
- CIN2 predstavlja srednju displaziju
- CIN3 predstavlja tešku displaziju
- 4. stupanj je carcinoma in situ; kao i CIN3 spada u tešku displaziju, promjene zahvaćaju stanice, ali nije probijena bazalna opna (membrana).
- Karcinom (invazivni oblik, probijena je bazalna opna)

## Prevencija
Kako se kod većine ljudi HPV uopće ne manifestira, nisu ni svjesni da ga imaju, a samim time ni da ga mogu prenositi. Stoga se preporučuje uporaba prezervativa, posebice u slučaju čestog mijenjanja spolnih partnera. 
HPV je skoro pa neizbježna i nevidljiva posljedica spolne aktivnosti, a zbog toga većina zemalja preporuča djevojkama redovite ginekološke preglede (PAPA test) - kako bi se na vrijeme moglo otkriti eventualno postojanje HPV virusa, kao i drugih spolno prenosivih bolesti.

### Cjepivo
Dana, 8. lipnja 2006. tvrtka Merck proizvela je HPV cjepivo zvano Gardasil koje je odobreno u SAD-u. Studija cjepiva provedena na ženama u prosječnoj starosti od 23 godine pokazala je da štiti protiv infekcije HPV tipova 16 i 18, koji su zajedno odgovorni za 70 % slučajeva raka vrata maternice. Studija je pokazala da je učinkovitost 100 % u slučaju napasnih infekcija. Cjepivo ujedno štiti i protiv tipova 6 i 11, koji su odgovorni za 90 % genitalnih krasti. Centar CDC je preporučio cijepljenje i žena kojima je već dijagnosticiran HPV. Cjepivo pomaže u sprječavanju nastanka bolesti, ali ih neće izliječiti.
Gardasil je četverovalentno cjepivo i namijenjeno djevojčicama/djevojkama u dobi od 9 do 26 godina. Novije cjepivo, Gardasil 9, štiti od 9 vrsta humanog papiloma-virusa. Jedino je koje se primjenjuje u Hrvatskoj.

## Liječenje
Ako se maligne promjene rano uoče PAPA testom, terapija je mnogo blaža i bezbolnija, a mogućnosti razvoja raka vrata maternice su puno manje nego u slučaju kada se ove promjene otkriju kasnije. 
Kondilomi se mogu liječiti na razne načine: 
- propisanim tekućim kemikalijama (Kondiloks, Imikvimod, Podofilin)
- krioterapijom (smrzavanje)
- elektrokoagulacijom (paljenje)
- ubrizgavanjem interferona, proteina koji stvara imunost na virus, u svaki kondilom
- laserskim tretmanom
- kirurškim uklanjanjem.

No unatoč svemu nabrojenom važno je uočiti da se HPV infekcija ne može u potpunosti izliječiti. 

## Vanjske poveznice
- PLIVAzdravlje - Genitalna HPV infekcija

|  | Molimo pročitajte upozorenje o korištenju medicinskih informacija. Ne provodite liječenje bez savjetovanja s liječnikom! |